# Le Retour de Marcus Sextus
Le Retour de Marcus Sextus est un tableau de Pierre-Narcisse Guérin  (1799) exposé au musée du Louvre.

## Description et Histoire
Marcus Sextus (personnage imaginaire), échappé aux proscriptions de Sylla, trouve à son retour, sa fille en pleurs, auprès de sa femme morte. Marcus est assis sur le bord du lit ; il tient une main de sa femme dans les siennes, tandis que sa jeune fille lui embrasse les genoux. Ce tableau, où l'on vit une allusion au retour des émigrés, eut un immense succès au Salon de 1799.

## Postérité
Mme de Staël consacra à ce tableau une page célèbre de son roman Delphine :

« J'allai donc ce matin au Louvre; mais avant d'arriver à l'atelier du peintre de M. de Serbellane, je m'arrêtai dans la galerie des tableaux; il y en avoit un qu'un jeune artiste venoit de terminer [Le Marcus Sextus de Guérin.]: il me frappa tellement, qu'à l'instant où je le regardai, je me sentis baignée de larmes.
Vous savez que de tous les arts, c'est à la peinture que je suis le moins sensible; mais ce tableau produisit
sur moi l'impression vive et pénétrante, que jusqu'alors je n'avois jamais éprouvée que par la poésie ou la
musique.
Il représente Marcus Sextus, revenant à Rome après les proscriptions de Sylla. En rentrant dans sa
maison, il retrouve sa femme étendue sans vie, sur son lit; sa jeune fille, au désespoir, se prosterne à ses
pieds. Marcus tient la main pâle et livide de sa femme dans la sienne; il ne regarde pas encore son visage;
il a peur de ce qu'il va souffrir; ses cheveux se hérissent, il est immobile; mais tous ses membres sont
dans la contraction du désespoir. L'excès de l'agitation de l'âme semble lui commander l'inaction du
corps. La lampe s'éteint, le trépied qui la soutient se renverse, tout rappelle la mort dans ce tableau; il n'y
a de vivant que la douleur.
Je fus saisie, en le voyant, de cette pitié profonde que les fictions n'excitent jamais dans notre cœur, sans
un retour sur nous-mêmes; et je contemplai cette image du malheur comme si, dangereusement menacée
au milieu de la mer, j'avois vu de loin, sur les flots, les débris d'un naufrage.
Je fus tirée de ma rêverie par l'arrivée du peintre qui me mena dans son atelier; je vis le portrait de M. de Serbellane, très-frappant de ressemblance. Je demandai qu'on le portât dans ma voiture: pendant qu'on l'arrangeoit, je revins dans la galerie pour revoir encore le tableau de Marcus Sextus.  Delphine, seconde partie, lettre VII- Delphine à Mademoiselle Albémar (extrait) »

## Variante
Vers 1799, Pierre-Narcisse Guérin a peint un autre Retour de Marcus Sextus, une huile sur papier marouflé sur toile, de 37 x 42 cm. 